# Goatacara boliviana
Goatacara boliviana är en skalbaggsart som beskrevs av Dilma Solange Napp och Martins 2006. Goatacara boliviana ingår i släktet Goatacara och familjen långhorningar. Inga underarter finns listade i Catalogue of Life.